# オープンチャット
オープンチャット（英：Open chat)とは、株式会社ラインが運営するメッセージ通話アプリLINEの提供しているチャット。LINEで友だち交換をしていなくとも会話ができる点が特徴である。2019年8月リリース。

## 特徴
基本無料で使用できるほか、購入済みのラインスタンプなども使用可能。従来のサービスとは違って友だち追加を必要とせず、誰もが匿名で、気軽に見ず知らずの他人と会話できる。トークルームごとに個別のURLがあり、LINE以外でも参加者を募ることもできる。
オープンチャットのトークルームへの基本的な入り方は、主に「グループを作成する」と「グループに加入する」の二通り。前者を選択した場合、ユーザーは管理者となり、作成する参加者の承認やNGワードなどを設定できる。これは管理者の設定する共同管理者でも行うことが出来る。後者の入室方法の場合、ユーザーが自由に加入できる場合、管理者の承認が必要な場合、参加コードの入力が必要な場合の3パターンがある。ユーザーは加入するグループを自由に選択することが可能であり、加入するトークルームの掛け持ちも可能である。また、トークルームごとにアイコンと名前を変更できる。
トークルームの最大収容人数は5000人で、通常のLINEのトークルームの10倍に達する。多人数かつ匿名でトークルームを共有する仕様上、新着メッセージは膨大な量になることもある。特にリリース当初はピックアップされたトークルームで荒らしや出会い系・ポルノの投稿が横行したことにより、その荒れ模様やそれに起因する通知やバッテリー消費といった諸問題が報じられた。

### 用語
- グループ - ユーザーが会話を行う場所。基本自由に参加できるが、グループによっては申請文や暗証番号の承認を受ける必要があるところも存在する。
- 管理者 - グループの統括者。共同管理者を遥かに超える権利を有する。アイコンの右下に青背景の白い王冠のマークがつく。
- 共同管理者 - 管理者に特別に任命された者のみがなる事が出来る。管理者に与えられた権限のみ使用できる。アイコンの右下に白背景の青い王冠マークがつく。俗には「副官」と呼ばれることもある。
- ノート - メンバー全員での情報共有を行う。
- 大事なノート - 管理者、もしくは共同管理者が設定するノートへのタグ付け機能である。大事なノートに設定されたノートは、ノート表示画面の右上から一括して見ることが可能であり、一日の最初の一回目の設定時にはメンバー全員に通知が送られる。
- アナウンス - 重要な事項をチャット画面上部に常に掲載することができる。
- 退会 - グループから脱退すること。そのうち、管理者や共同管理者による強制的なものを強制退会と呼ぶ。
- 荒らし - グループのチャットなどで、暴言や下ネタ、スタ連、即抜け、宣伝抜け、画像を大量に貼る、トークに何度も出入りする、メンバーの不必要な強制退会、オープンチャットの乗っ取り、LINEの動作が重くなるユニコードを貼る等を行う人やその行為をする人、入ったオープンチャット内で禁止されていることをする人などを指す。
- メンション‐トーク画面、またはノート画面で @ に続くユーザーの名前を呼ぶこと。
- リプライ‐トーク画面上において、自分の返信したい相手の送信された言葉、または追記したい自分が送信した言葉を設定すること。リプライをすることによって、その言葉をタップすると、リプライされた言葉の画面まで飛ぶことができる。俗には「リプ」と呼ばれることもある。

## 安全性
匿名であるがゆえに、荒らし・QRコードの送信・出会い目的の書き込みなどの違反行為も多く見られる。これを受けてLINE基準でのNGワードの自動削除も設けられている。また、違反行為を繰り返した場合にはトークルームの強制退会やオープンチャットの利用停止のみならず、LINEアプリ自体の利用停止や、児童ポルノに抵触する画像の送信などの場合は警察への通報も取られている。
18歳未満のユーザーや年齢確認を経ていないユーザーは一部機能が制限される。また、各トークルームには通報機能も備わっている。

## 沿革
2019年8月にリリース。8月上旬に先行公開された後、同月中に正式リリースされた。「LINE NEWS」といったLINEの他の機能や、ゲーム『荒野行動』とのコラボも見られた。リリース直後から違反行為が多く確認されたため、同月中に安全対策が強化された。この際に検索機能が停止されたが、一定の基準を満たしたトークルームを優先的に表示するなどの対策を講じた上で同年10月から段階的に復活した

## 不祥事
- 2020年には、TwitterやTikTokなど他のSNSやYouTubeなどのコンテンツと同様に、新型コロナウイルス感染症に関連したデマが広く拡散された[8]。
- 2021年にはLINE本社の指示でLINE社員が高校生限定のトークルームでサクラ投稿をしていたことが発覚した[9]。